# اکل
اکل (به آلمانی: Ekel) یک منطقهٔ مسکونی در آلمان است که در نوردن (فریزیای شرقی) واقع شده‌است.